# Aeroportul Internațional Rio de Janeiro-Galeão
Aeroportul Internațional Rio de Janeiro-Galeão (IATA: GIG, ICAO: SBGL) este un aeroport din Galeão⁠(d), Ilha do Governador⁠(d), Rio de Janeiro, Rio de Janeiro, Brazilia ce deservește zona Rio de Janeiro. Aeroportul a fost tranzitat în 2022 de 5.809.626 de pasageri. A fost deschis în 1952 și numit după Antônio Carlos Jobim.
Situat la o altitudine de 9 m, aeroportul dispune de 2 piste. Este operat de Changi Airport Group⁠(d).

## Infrastructură

### Piste
Aeroportul dispune de 2 piste. Pista 10/28 are suprafața de beton și dimensiunile 4.000 m × 45 m. Pista 15/33 are suprafața de asfalt și dimensiunile 3.180 m × 47 m. 